# Mycalesis nanda
Mycalesis nanda är en fjärilsart som beskrevs av Hans Fruhstorfer 1908. Mycalesis nanda ingår i släktet Mycalesis och familjen praktfjärilar. Inga underarter finns listade i Catalogue of Life.